# Ommatius willistoni
Ommatius willistoni là một loài ruồi trong họ Asilidae. Ommatius willistoni được Curran miêu tả năm 1928. Loài này phân bố ở vùng Tân nhiệt đới.